# ТВД-10
ТВД-10 — советский авиационный турбовинтовой двигатель. Разработан Омским моторостроительным конструкторским бюро (ОАО «ОМКБ») на основе двигателя ГТД-3Ф вертолёта Ка-25. Предназначен для установки на пассажирских самолётах местных авиалиний.

## История
Разработка двигателя ТВД-10 началась в 1965 году. Приказом Министерства Авиационной Промышленности (МАП) СССР № 299 от 01.06.1965 г. ОМКБ поручается создание турбовинтового двигателя ТВД-10 взлётной мощностью 940 л.с. для самолёта Бе-30 разработки ТАНТК им. Бериева. Самолёт предназначался для местных пассажирских авиалиний.
С 1969 года начинается серийное производство двигателей ТВД-10.
В период 1980-1990-х годов двигатель ТВД-10Б серийно изготавливался в Польше на заводах «ВСК-Жешув» и «ВСК-Калиш», всего было изготовлено порядка 500 двигателей. С 1992 года капитальный ремонт двигателя производится в ОМКБ (на конец 2004 года отремонтировано 190 двигателей). Ремонт производится по собственной ремонтной документации, ремонтное производство сертифицировано по АП-145 и ФАП-145.

## Характеристики двигателя ТВД-10
Основные технические данные:
- Тип двигателя — турбовинтовой со свободной турбиной и выносным редуктором;
- Основные режимы, параметры и характеристики (Н=0, V=0, МСА):
  - Взлётный режим:
    - Эквивалентная мощность, не менее — 754 кВт (1025 л.с.);
    - Винтовая мощность, не менее — 706 кВт (960 л.с.);
    - Удельный расход топлива (по эквивалентной мощности), не более — 0,347 кг/(кВт·ч) (0,255 кг/(л.с.·ч)).

  - Номинальный режим:
    - Эквивалентная мощность, не менее — 613 кВт (934 л.с.);
    - Винтовая мощность, не менее — 574 кВт (780 л.с.);
    - удельный расход топлива (по эквивалентной мощности), кг/(кВт·ч) (кг/(л.с.·ч)), не более — 0,367 (0,270);
- Винтовая мощность — 529—606 кВт (720—825 л.с.);
- Расход топлива — 216—227 кг/ч;
- Габаритные размеры двигателя:
  - Ширина — 555±10 мм;
  - Высота — 900±10 мм;
  - Длина — 2060±10 мм;
- Масса двигателя (не более):
  - масса в состоянии поставки — 300 кг;
  - сухая масса (по ГОСТ 17106-79) — 230 кг;
- Установленный ресурс двигателя:
  - до первого капитального ремонта — 1500 ч/2250 циклов;
  - межремонтный ресурc — 1500 ч/2250 циклов;
  - межремонтный ресурс по техническому состоянию — 2000 ч/3000 циклов;
  - назначенный ресурс — 10000 ч/10000 циклов.

Основные сборочные единицы:
- осецентробежный компрессор (6 осевых ступеней и 1 центробежная);
- камера сгорания (кольцевая, с вращающейся форсункой);
- турбина компрессора (осевая, 2-ступенчатая);
- свободная турбина (осевая, одноступенчатая);
- быстроходный редуктор (одноступенчатый, с промежуточным колесом);
- трансмиссия;
- редуктор винта (одноступенчатый, планетарный);
- коробка приводов агрегатов двигателя;
- коробка приводов самолётных агрегатов (содержит 3 привода: генератора переменного тока, стояночного тормоза воздушного винта, датчика частоты вращения воздушного винта);
- электроколлектор;
- маслобак (входит в комплектовку самолёта).

## Объекты, куда может устанавливаться ТВД-10
- Ан-28
- Бе-30
- Бе-32
- Т-101 «Грач»
- Т-106 «Орел-2»
- PZL W-3 Sokół

## Разработки на базе ТВД-10
- ТВД-10 (Изделие «10») — Базовая модель, предназначена для самолёта Бе-30/32.
- ТВД-10М (Изделие «10М») — Модель для катера на воздушной подушке «Скат».
- ТВД-10Б (Изделие «10Б») — Модель для самолёта Ан-28.
- ТВД-20 (Изделие «20») — «Глубокая» модификация, для самолётов Ан-3, Ан-38.
- ВСУ-10 (Изделие «21») — На базе ТВД-20. Вспомогательная силовая установка на Ил-86/96.

## Подобные двигатели
- ТВД-1500 (НПО «Сатурн»).
- ТВД-20 (ОАО «ОМКБ»)
- ВК-800 современный двигатель на замену ТВД-10